# Schubertia hatschbachii
Schubertia hatschbachii är en oleanderväxtart som beskrevs av G. Morillo. Schubertia hatschbachii ingår i släktet Schubertia och familjen oleanderväxter. Inga underarter finns listade i Catalogue of Life.